# Dieta Imperială a Sfântului Imperiu Roman

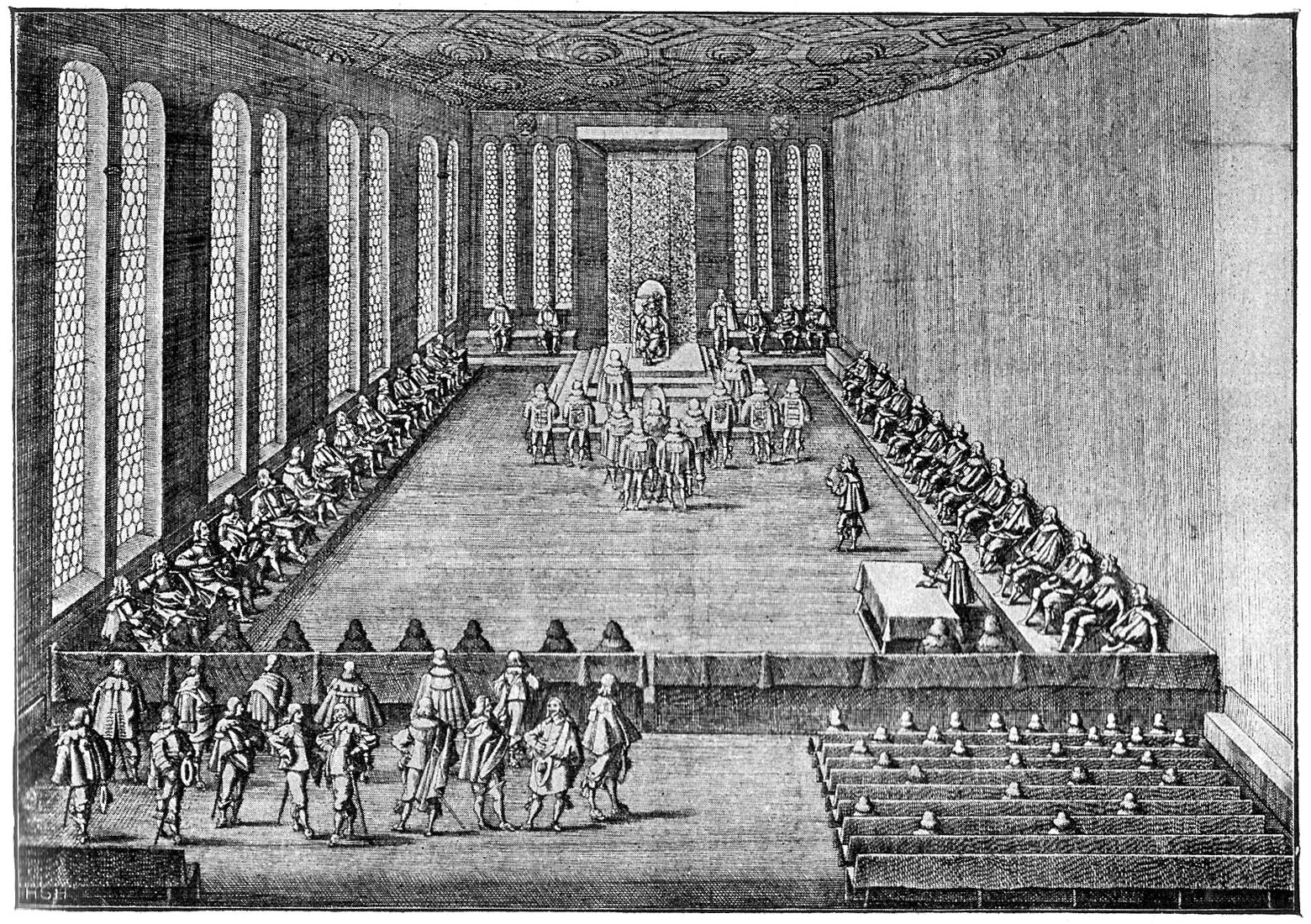
Ședință a Dietei Imperiale în Regensburg în anul 1640 (după o gravură de Matthäus Merian)

Termenul de Dietă Imperială (în germană Reichstag) se referea inițial la adunarea Stărilor Imperiale ale Sfântului Imperiu Roman. Corporația de pe lângă rege / împărat s-a dezvoltat începând cu secolul al XII-lea din vechile consilii de curte nereglementate și a fost transformată într-o instituție legislativă solidă a imperiului în 1495, prin intermediul unui acord între împărat și stări.
Până în secolul al XVI-lea, Dieta Imperială era convocată la intervale neregulate fie la o curte episcopală, fie într-un oraș imperial liber și era o contrapondere substanțială a stărilor la puterea imperială centrală. Din 1663, Dieta Imperială Perpetuă s-a întrunit permanent sub forma unui congres al delegaților în Regensburg.